# North American O-47
Die North American O-47 war ein Aufklärungsflugzeug des United States Army Air Corps (USAAC) von 1938.
Die O-47 wurde als Nachfolger der Doppeldeckeraufklärer Thomas-Morse O-19 und Douglas O-38 entworfen. Es war ein Tiefdecker mit drei Mann Besatzung, die unter einem langen Kabinendach saßen. Im unteren Rumpf waren Sichtfenster eingebaut, um die Bodenbeobachtung und Fotografie zu erleichtern.

## Geschichte
Der Prototyp XO-47 wurde 1934 von General Aviation, einem Vorläuferunternehmen von North American Aviation als GA-15 entworfen. Die GA-15 flog erstmals Mitte 1935. Das USAAC bestellte 174 O-47A-Maschinen in den Jahren 1937 und 1938. 93 Maschinen davon waren für die Nationalgarde bestimmt. 1938 bestellte die US Army weitere 74 Maschinen vom Typ O-47B mit neuem 1.060 PS (790 kW) leistenden Wright R-1820-Sternmotor und verbesserter Funkausstattung.
Trainings-Manöver zeigten allerdings die Schwächen der O-47. Leichtere Flugzeuge waren besser für Operationen mit Bodentruppen geeignet. Jäger und zweimotorige Bomber zeigten bessere Eigenschaften zur Fotoaufklärung. So wurde die O-47 als Schulflugzeug und Zieldarstellungsflugzeug bei der Küstenwache und bei der U-Boot-Jagd im Zweiten Weltkrieg eingesetzt.

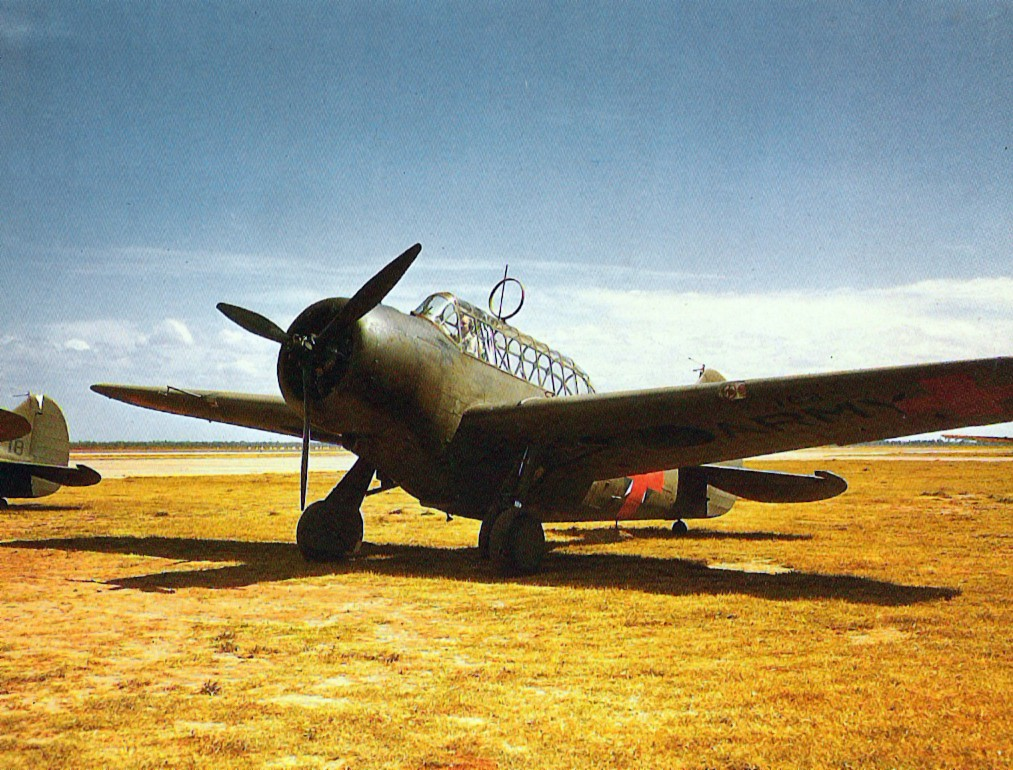
O-47B 1941.

## Varianten
XO-47 (GA-15)Prototyp mit 862 PS (624 kW) leistendem Wright-Cyclone-Sternmotor
O-47A (NA-25)989 PS (727 kW) leistender Wright-R-1820-49-Cyclone-Sternmotor, geringere Verglasung des unteren Rumpfs, 164 wurden gebaut.
O-47B (NA-51)Wright R-1820-Cyclone-Sternmotor mit 1.060 PS (790 kW), erhöhte Tankkapazität, 74 wurden gebaut.

## Museumsflugzeuge
- USAF-Museum auf der Wright-Patterson Air Force Base nahe Dayton (Ohio)

## Technische Daten
| Kenngröße             | O-47B                                                             |
| --------------------- | ----------------------------------------------------------------- |
| Besatzung             | 3                                                                 |
| Länge                 | 10,1 m                                                            |
| Spannweite            | 14,1 m                                                            |
| Flügelfläche          | 32,5 m²                                                           |
| Flügelstreckung       | 6,1                                                               |
| Höhe                  | 3,81 m                                                            |
| Leermasse             | 2712 kg                                                           |
| Flugmasse             | 3.463 kg                                                          |
| Antrieb               | 1 × Sternmotor Wright R-1820-Cyclone mit 1.060 PS (ca. 780 kW)    |
| Höchstgeschwindigkeit | 365 km/h                                                          |
| Reichweite            | 1352 km                                                           |
| Dienstgipfelhöhe      | 7346 m                                                            |
| Bewaffnung            | ein starres 7,62-mm-MG vorne, ein bewegliches 7,62-mm-MG im Rumpf |